# Maria Laura Mantovani
Maria Laura Mantovani (Carpi, 11 agosto 1965) è una politica italiana.

## Biografia
Nata a Carpi, in provincia di Modena, vive a Correggio, in provincia di Reggio Emilia, dopo aver vissuto per trent'anni a Novi di Modena. Laureata in matematica nel 1989, viene assunta come tecnico per l'elaborazione dati all'Università di Modena. Si occupa dello sviluppo della rete internet e viene inclusa successivamente tra i "pionieri di internet per la rete della ricerca di Italia". Nel 2003 ottiene un master sulla sicurezza informatica, e viene poi nominata responsabile della sicurezza informatica delle Università di Modena e di Reggio Emilia sino al 2009. Dal 2009 al marzo 2018 è responsabile del servizio di identità federata di GARR per le università e gli enti di ricerca italiani (Federazione IDEM).

## Attività politica
È attivista del Movimento 5 Stelle dal 2014 insieme al marito, Janus Sikorski, deceduto per una malattia incurabile il 9 dicembre 2017.
Alle elezioni politiche del 2018 è candidata al Senato dal Movimento 5 Stelle nel collegio uninominale Emilia-Romagna - 06 (Reggio Emilia)  , nel quale non viene eletta, mentre è invece eletta senatrice nel collegio plurinominale Emilia-Romagna - 02.
È stata prima firmataria di numerosi DDL, tra cui:
- Modifiche al testo unico di cui al decreto del Presidente della Repubblica 30 marzo 1957, n. 361, recante norme per la elezione della Camera dei deputati, e al testo unico di cui al decreto del Presidente della Repubblica 16 maggio 1960, n. 570, concernente l'elezione degli organi delle amministrazioni comunali, nonché altre norme in materia elettorale.
- Modifica all'articolo 117 della Costituzione in materia di competenza statale per il coordinamento delle infrastrutture e piattaforme informatiche.
- Norme per la concessione di prestiti d'onore volti alla riqualificazione professionale dei lavoratori in stato di disoccupazione immatricolati ai corsi di laurea in scienze, tecnologie, ingegneria e matematica.
- Istituzione della rete di interconnessione unica nazionale dell'istruzione.

Ha presentato come prima firmataria la Mozione sul potenziamento dell'insegnamento della matematica e dell'educazione digitale, discussa all'ordine del giorno dell'Aula del Senato il 7 aprile 2021 ed approvata con 205 voti favorevoli da parte di tutti i gruppi.
Alle elezioni politiche del 2022 è ricandidata al Senato dal Movimento 5 Stelle nel collegio uninominale Emilia-Romagna - 02 (Modena) e in prima posizione nel collegio plurinominale Emilia-Romagna - 01, mancando l'elezione in entrambi i collegi.